# Music Makers
Music Makers er det fjerde studiealbum fra den danske popgruppe Zididada. Det blev udgivet den 29. august 2005. Musikmagasinet GAFFA gav albummet to ud af seks stjerner. Albummet nåede én uge på Hitlistens Album Top-40 som nummer 17.

## Spor
1. "Intro"
2. "Movin' On"
3. "Blue Sky"
4. "Music Makers"
5. "I Became The One"
6. "Citylights"
7. "Centerfold"
8. "Two More Seconds"
9. "Give Me A Call"
10. "Footprints"
11. "Pearly Gates"
12. "Jenny"
13. "Sometimes"
14. "Sunshine Revolution"